# Superprestigio de Ciclocrós
El Superprestige es una competición de Ciclocrós formada por diferentes pruebas que se disputen desde octubre hasta finales de febrero. Actualmente las pruebas se disputan en Bélgica y Países Bajos, pero anteriormente, hasta final de la temporada 2003-2004, también se organizaban carreras en Francia, Suiza, Italia, España y la República Checa.

## Palmarés

### Élite masculino
| Año       | Vencedor             | Segundo             | Tercero                |
| --------- | -------------------- | ------------------- | ---------------------- |
| 1982-1983 | Hennie Stamsnijder   | Johan Ghyllebert    | Paul De Brauwer        |
| 1983-1984 | Hennie Stamsnijder   | Reiner Groenendaal  | Albert Zweifel         |
| 1984-1985 | Roland Liboton       | Hennie Stamsnijder  | Reiner Groenendaal     |
| 1985-1986 | Roland Liboton       | Hennie Stamsnijder  | Paul De Brauwer        |
| 1986-1987 | Hennie Stamsnijder   | Frank van Bakel     | Martin Hendriks        |
| 1987-1988 | Roland Liboton       | Hennie Stamsnijder  | Paul De Brauwer        |
| 1988-1989 | Hennie Stamsnijder   | Paul De Brauwer     | Henk Baars             |
| 1989-1990 | Danny De Bie         | Paul De Brauwer     | Henk Baars             |
| 1990-1991 | Radomír Šimůnek      | Danny De Bie        | Kurt De Roose          |
| 1991-1992 | Radomír Šimůnek      | Danny De Bie        | Frank van Bakel        |
| 1992-1993 | Daniele Pontoni      | Thomas Frischknecht | Danny De Bie           |
| 1993-1994 | Daniele Pontoni      | Marc Janssens       | Thomas Frischknecht    |
| 1994-1995 | Radomír Šimůnek      | Richard Groenendaal | Adrie van der Poel     |
| 1995-1996 | Luca Bramati         | Richard Groenendaal | Adrie van der Poel     |
| 1996-1997 | Adrie van der Poel   | Mario De Clercq     | Richard Groenendaal    |
| 1997-1998 | Richard Groenendaal  | Adrie van der Poel  | Mario De Clercq        |
| 1998-1999 | Sven Nys             | Bart Wellens        | Adrie van der Poel     |
| 1999-2000 | Sven Nys             | Richard Groenendaal | Adrie van der Poel     |
| 2000-2001 | Richard Groenendaal  | Bart Wellens        | Erwin Vervecken        |
| 2001-2002 | Sven Nys             | Erwin Vervecken     | Bart Wellens           |
| 2002-2003 | Sven Nys             | Bart Wellens        | Mario De Clercq        |
| 2003-2004 | Bart Wellens         | Sven Nys            | Erwin Vervecken        |
| 2004-2005 | Sven Nys             | Richard Groenendaal | Sven Vanthourenhout    |
| 2005-2006 | Sven Nys             | Gerben de Knegt     | Bart Wellens           |
| 2006-2007 | Sven Nys             | Erwin Vervecken     | Bart Wellens           |
| 2007-2008 | Sven Nys             | Bart Wellens        | Niels Albert           |
| 2008-2009 | Sven Nys             | Klaas Vantornout    | Bart Wellens           |
| 2009-2010 | Zdeněk Štybar        | Niels Albert        | Sven Nys               |
| 2010-2011 | Sven Nys             | Kevin Pauwels       | Zdeněk Štybar          |
| 2011-2012 | Sven Nys             | Kevin Pauwels       | Zdeněk Štybar          |
| 2012-2013 | Sven Nys             | Niels Albert        | Klaas Vantornout       |
| 2013-2014 | Sven Nys             | Niels Albert        | Tom Meeusen            |
| 2014-2015 | Mathieu van der Poel | Kevin Pauwels       | Lars van der Haar      |
| 2015-2016 | Wout van Aert        | Sven Nys            | Lars van der Haar      |
| 2016-2017 | Mathieu van der Poel | Wout van Aert       | Laurens Sweeck         |
| 2017-2018 | Mathieu van der Poel | Wout van Aert       | Laurens Sweeck         |
| 2018-2019 | Mathieu van der Poel | Toon Aerts          | Lars van der Haar      |
| 2019-2020 | Laurens Sweeck       | Eli Iserbyt         | Lars van der Haar      |
| 2020-2021 | Toon Aerts           | Eli Iserbyt         | Michael Vanthourenhout |
| 2021-2022 | Eli Iserbyt          | Toon Aerts          | Lars van der Haar      |
| 2022-2023 | Lars van der Haar    | Eli Iserbyt         | Michael Vanthourenhout |

### Élite femenino
| Año       | Vencedora       | Segunda              | Tercera            |
| --------- | --------------- | -------------------- | ------------------ |
| 2011-2012 | Nikki Brammeier | Sanne Cant           | Pavla Havlikova    |
| 2012-2013 | Sanne Cant      | Ellen Van Loy        | Sabrina Stultiens  |
| 2013-2014 | Sanne Cant      | Pavla Havlikova      | Helen Wyman        |
| 2015-2016 | Sanne Cant      | Nikki Brammeier      | Jolien Verschueren |
| 2016-2017 | Sanne Cant      | Sophie De Boer       | Ellen Van Loy      |
| 2017-2018 | Sanne Cant      | Maud Kaptheijns      | Annemarie Worst    |
| 2018-2019 | Sanne Cant      | Annemarie Worst      | Denise Betsema     |
| 2019-2020 | Ceylin Alvarado | Yara Kastelijn       | Annemarie Worst    |
| 2020-2021 | Lucinda Brand   | Ceylin Alvarado      | Denise Betsema     |
| 2021-2022 | Lucinda Brand   | Denise Betsema       | Annemarie Worst    |
| 2022-2023 | Ceylin Alvarado | Inge van der Heijden | Denise Betsema     |

### Sub-23 masculino
| Año       | Vencedor                                       | Segundo                                        | Tercero                                        |
| --------- | ---------------------------------------------- | ---------------------------------------------- | ---------------------------------------------- |
| 2002-2003 | Thijs Verhagen                                 | Bart Aernouts                                  | Wesley Van Der Linden                          |
| 2003-2004 | Wesley Van Der Linden                          | Klaas Vantornout                               | Martin Zlámalík                                |
| 2004-2005 | Niels Albert                                   | Radomír Šimůnek jr                             | Lars Boom                                      |
| 2005-2006 | Niels Albert                                   | Eddy van IJzendoorn                            | Dieter Vanthourenhout                          |
| 2006-2007 | Niels Albert                                   | Zdeněk Štybar                                  | Rob Peeters                                    |
| 2007-2008 | Thijs van Amerongen                            | Jempy Drucker                                  | Julien Taramarcaz                              |
| 2008-2009 | Philipp Walsleben                              | Kenneth Van Compernolle                        | Tom Meeusen                                    |
| 2009-2010 | Tom Meeusen                                    | Jim Aernouts                                   | Kenneth Van Compernolle                        |
| 2010-2011 | Jim Aernouts                                   | Lars van der Haar                              | Vincent Baestaens                              |
| 2011-2012 | Lars van der Haar                              | Wietse Bosmans                                 | Stan Godrie                                    |
| 2012-2013 | Wout Van Aert                                  | Jens Adams                                     | Gianni Vermeersch                              |
| 2013-2014 | Mathieu van der Poel                           | Wout van Aert                                  | Gianni Vermeersch                              |
| 2014-2015 | Michael Vanthourenhout                         | Laurens Sweeck                                 | Toon Aerts                                     |
| 2015-2016 | Eli Iserbyt                                    | Quinten Hermans                                | Daan Hoeyberghs                                |
| 2016-2017 | Quinten Hermans                                | Joris Nieuwenhuis                              | Nicolas Cleppe                                 |
| 2017-2018 | Sieben Wouters                                 | Adam Ťoupalík                                  | Jens Dekker                                    |
| 2018-2019 | Thomas Pidcock                                 | Ben Turner                                     | Eli Iserbyt                                    |
| 2019-2020 | Thomas Pidcock                                 | Ryan Kamp                                      | Ben Turner                                     |
| 2020-2021 | No se disputó debido a la Pandemia de Covid-19 | No se disputó debido a la Pandemia de Covid-19 | No se disputó debido a la Pandemia de Covid-19 |
| 2021-2022 | No organizado                                  | No organizado                                  | No organizado                                  |

### Sub-23 femenino
| Año       | Vencedora                                      | Segundo                                        | Tercero                                        |
| --------- | ---------------------------------------------- | ---------------------------------------------- | ---------------------------------------------- |
| 2018-2019 | Ceylin del Carmen Alvarado                     | Inge Van der Heijden                           | Fleur Nagengast                                |
| 2019-2020 | Ceylin del Carmen Alvarado                     | Inge van der Heijden                           | Shirin van Anrooij                             |
| 2020-2021 | No se disputó debido a la Pandemia de Covid-19 | No se disputó debido a la Pandemia de Covid-19 | No se disputó debido a la Pandemia de Covid-19 |
| 2021-2022 | No organizado                                  | No organizado                                  | No organizado                                  |

### Junior masculino
| Año       | Vencedor                                       | Segundo                                        | Tercero                                        |
| --------- | ---------------------------------------------- | ---------------------------------------------- | ---------------------------------------------- |
| 2001-2002 | Kevin Pauwels                                  | Dieter Vanthourenhout                          | Nick Sels                                      |
| 2002-2003 | Lars Boom                                      | Eddy van IJzendoorn                            | Dieter Vanthourenhout                          |
| 2003-2004 | Niels Albert                                   | Thijs van Amerongen                            | Jempy Drucker                                  |
| 2004-2005 | Ricardo van der Velde                          | Tom Meeusen                                    | Jan Van Dael                                   |
| 2005-2006 | Tom Meeusen                                    | Kevin Cant                                     | Kenneth Van Compernolle                        |
| 2006-2007 | Ramon Sinkeldam                                | Joeri Adams                                    | Vincent Baestaens                              |
| 2007-2008 | Stef Boden                                     | Tijmen Eising                                  | Geert van der Horst                            |
| 2008-2009 | Tijmen Eising                                  | Lars van der Haar                              | Wietse Bosmans                                 |
| 2009-2010 | David van der Poel                             | Laurens Sweeck                                 | Mike Teunissen                                 |
| 2010-2011 | Laurens Sweeck                                 | Diether Sweeck                                 | Jens Vandekinderen                             |
| 2011-2012 | Mathieu van der Poel                           | Wout van Aert                                  | Daan Soete                                     |
| 2012-2013 | Mathieu van der Poel                           | Quinten Hermans                                | Martijn Budding                                |
| 2013-2014 | Yannick Peeters                                | Thomas Joseph                                  | Thijs Aerts                                    |
| 2014-2015 | Eli Iserbyt                                    | Johan Jacobs                                   | Maik van der Heijden                           |
| 2015-2016 | Jens Dekker                                    | Jappe Jaspers                                  | Seppe Rombouts                                 |
| 2016-2017 | Jelle Camps                                    | Toon Vandebosch                                | Thymen Arensman                                |
| 2017-2018 | Tomáš Kopecký                                  | Ryan Kamp                                      | Pim Ronhaar                                    |
| 2018-2019 | Witse Meeussen                                 | Ryan Cortjens                                  | Lennert Belmans                                |
| 2019-2020 | Thibau Nys                                     | Lennert Belmans                                | Ward Huybs                                     |
| 2020-2021 | No se disputó debido a la Pandemia de Covid-19 | No se disputó debido a la Pandemia de Covid-19 | No se disputó debido a la Pandemia de Covid-19 |
| 2021-2022 | No hubo clasificación pero sí pruebas sueltas  | No hubo clasificación pero sí pruebas sueltas  | No hubo clasificación pero sí pruebas sueltas  |